# San Pietro in Casale (stacja kolejowa)
San Pietro in Casale (wł. Stazione di San Pietro in Casale) – stacja kolejowa w San Pietro in Casale, w prowincji Bolonia, w regionie Emilia-Romania, we Włoszech. Znajduje się na linii Bolonia – Ankona. 
Według klasyfikacji Rete Ferroviaria Italiana ma kategorią srebrną.

## Linie kolejowe
- Linia Bolonia – Ankona